# Manuel Barrueco
Manuel Barrueco, guitariste classique cubain né à Santiago de Cuba le 16 décembre 1952, naturalisé américain (1967).

## Biographie
Manuel Barrueco, guitariste, a aussi une activité de pédagogue. Il a enseigné la musique et la guitare à Paris au Conservatoire national supérieur de musique et de danse. Il a eu pour élève le compositeur Pierre Estève.